# 親公
亲公（越南语：／）是越南古代封爵名，位次郡王，在國公之前，为封爵的第三等，公爵的第一等。

## 歷史
後黎朝中興以後，在國公爵之上增設了一字公和二字公兩等爵位，一字公即封號為一個漢字，二字公即封號為兩個漢字。西山朝時，保留一字公為皇室最高封爵。阮朝初期，沿用西山爵制，以一字公為皇室最高封爵，以二字公為皇室生前最高封爵。明命時期，改革爵位制度，廢除一字公，分歸郡王和二字公。明命二十一年（1840年），阮朝正式劃分宗室爵位等級，以二字公為親公，位在郡王之次，國公之前，為封爵第三等，稱呼具體爵位時不加“親”字，故又稱為一字公。

## 後黎朝一字公
- 昭勳靖公阮淦
- 肅公鄭柱
- 淵公鄭檡
- 謙公鄭棆
- 公鄭𣐆

## 後黎朝二字公
- 莅仁公阮漢
- 謹義公阮潢
- 厚澤公鄧世訓
- 嵩岳公鄭樗
- 勇禮公鄭楷
- 瓊巖公鄭棣
- 莅忠公鄭棟
- 奠義公鄭楃
- 延慶公張譽
- 濬澤公武必做
- 宣忠公鄭檟
- 昏德公黎維祊
- 允忠公鄭檡
- 鼎忠公鄭柱
- 公黃公琦
- 炳忠公鄭𣐆
- 棆忠公鄭棆
- 公杜世佳
- 肇慶公
- 韶忠公
- 域忠公譚春域
- 遼忠公武廷琢
- 端武公裴世達
- 崇讓公黎維堇
- 碩武公黃馮基
- 鵬忠公阮整

## 西山朝一字公
- 康公阮光垂
- 宣公阮光盤
- 孝公阮文寶

## 阮初一字公
- 成公尊室暲
- 懿公阮福昱
- 莊公阮福暤
- 威公阮福晍
- 毅公阮福旻
- 襄公阮福晪
- 懷公阮福曦

## 阮朝親公
- 延嗣公黎維𬓋
- 順安公阮福曦
- 國威公阮福淳
- 安西公阮福暉
- 福隆公阮福昇
- 應和公阮福美堂
- 太平公阮福美垂
- 建安公阮福旲
- 定遠公阮福昞
- 延慶公阮福晉
- 奠磐公阮福普
- 紹化公阮福昣
- 廣威公阮福昀
- 常信公阮福昛
- 安慶公阮福㫕
- 慈山公阮福昴
- 長慶公阮福綿宗
- 壽春公阮福綿定
- 寧順公阮福綿宜
- 永祥公阮福綿宏
- 富平公阮福綿安
- 咸順公阮福綿守
- 從善公阮福綿審
- 綏理公阮福綿寊
- 襄安公阮福綿寶
- 廣寧公阮福綿宓
- 建祥公阮福綿官
- 和盛公阮福綿寯
- 靜嘉公阮福綿宱
- 懷德公阮福綿㝝
- 弘化公阮福綿𡩀
- 安川公阮福綿㝑
- 安城公阮福綿𡫯
- 安豐公阮福洪保
- 福綏公阮福洪任
- 泰盛公阮福洪付
- 建瑞公阮福洪依
- 弘治公阮福洪傃
- 嘉興公阮福洪休
- 安福公阮福洪健
- 富良公阮福洪𠌠
- 懷澤公阮福寶嶙
- 宣化公阮福寶巑
- 懷恩公阮福寶嵰
- 美化公阮福寶𡾊
- 奉化公阮福寶嶹
- 安化公阮福寶𡾼